# Dragúnskoie
Dragúnskoie - Драгунское (rus) - és un poble de l'óblast de Bélgorod, a Rússia. El 2014 tenia 428 habitants. Pertany al districte (raion) de Stroítel.